# Коренберг, Ефрем Борисович
Ефрем Борисович (Берелевич) Коренберг (28 декабря 1918, Одесса — 1992, Москва) — советский радиоинженер, один из основных разработчиков антенной системы АДУ-1000 (1960).

## Биография
Родился 28 декабря (по старому стилю) 1918 года в Одессе в семье студента Новороссийского университета, впоследствии врача Береля Гимпель-Лейбовича Коренберга (1890—1968) и Евгении Моисеевны Коренберг (в девичестве Хавиной, 1894—1988), дочерью одесского купца, заключивших брак там же 19 декабря 1917 года. Брат — Владимир Коренберг, учёный в области спортивной биомеханики и метрологии.
Весной 1941 года с отличием окончил радиофакультет Одесского института инженеров связи и был направлен на работу в Сибирь. С началом войны призван в РККА.
После демобилизации — начальник отдела в Отдельном радиотехническом конструкторском бюро, заместитель начальника отдела НИИ радиотехники (СКБ-567 ГКРЭ, в 1963 году вошло в состав НИИ Космического приборостроения).
Один из основных разработчиков антенной системы АДУ-1000 (1960), позволившей обеспечить устойчивую связь с космическими аппаратами внутри Солнечной системы. Вместо одной большой антенны предложил создать антенну, состоящую из восьми 16-метровых параболоидов.
В последующем работал в области радиоисследования горных пород, преподавал и был заведующим кафедрой в Московском горном институте.
Кандидат технических наук.

## Публикации
- Антенны / А. Л. Драбкин, Е. Б. Коренберг. — М. : Радио и связь, 1992. — 144 с. : ил.; 22 см. — (МРБ. Массовая радиобиблиотека; Вып. 1173).; ISBN 5-256-00898-6 :
- Антенны / А. Л. Драбкин, Е. Б. Коренберг, С. Е. Меркулов. — 2-е изд. — М. : Радио и связь, 1995. — 152,[1] с. : ил.; 20 см. — (МРБ : Массовая радиобиблиотека; Вып. 1215).; ISBN 5-256-01255-X : Б. ц., 10000 экз.
- Радиоинтроскопия массивов горных пород : [учеб. пособие] / В. В. Ржевский, Е. Б. Коренберг ; М-во высш. и сред. спец. образования СССР. Моск. горный ин-т. — Москва : [б. и.], 1972. — 256 с. : черт.; 21 см.
- Радиоволновые методы в горном деле [Текст] : [Учеб. пособие] / В. В. Ржевский, Е. Б. Коренберг, Э. Д. Орловская ; М-во высш. и сред. спец. образования СССР. Моск. горный ин-т. — Москва : [б. и.], 1967. — 339 с. : черт.; 20 см.
- Горное давление. Механика горных пород. Петромеханика : Учеб. пособие / Ржевский В. В., Коренберг Е. Б. ; Моск. горн. ин-т. — М. : МГИ, 1989-. — 22 см. Ч. 2: Естественные физические поля в массиве горных пород. — М. : МГИ, 1989. — 63 с. : ил.
- Горное давление. Механика горных пород. Петромеханика : Учеб. пособие / В. В. Ржевский, Е. Б. Коренберг ; Моск. горн. ин-т. — М. : МГИ, 1989-. — 22 см. Ч. 1. — М. : МГИ, 1989. — 78 с. : ил.
- Горное давление. Механика горных пород. Петромеханика : Учеб. пособие / В. В. Ржевский, Е. Б. Коренберг ; Моск. горн. ин-т. — М. : МГИ, 1989-. — 22 см. Ч. 4: Петрокинематика. — М. : МГИ, 1990. — 68,[1] с. : ил.
- Горное давление. Механика горных пород. Петромеханика : Учеб. пособие / В. В. Ржевский, Е. Б. Коренберг ; Моск. горн. ин-т. — М. : МГИ, 1989-. — 22 см. Ч. 3. — М. : МГИ, 1989. — 93 с. : ил.

## Звания и награды
Орден «Знак Почёта» (1961) — за участие в подготовке первого пилотируемого полёта.

## Семья
Брат — Коренберг, Владимир Борисович — Специалист в области спортивной биомеханики, спортивной метрологии, спортивной гимнастики, спортивной кинезиологии, педагогики, теоретической психологии.